# Bukh
Bukh var oprindeligt en motorfabrik i Hørve (mellem Holbæk og Kalundborg). Den blev startet i 1904 af Jens Bukh og Johannes Gry. Fabrikken producerede bl.a. dieselmotorer til landbrug og industri. I 1915 flyttede fabrikken til Kalundborg under navnet Kalundborg Motorfabrik og udviklede motorer til skibsbrug. Den nye fabrik havde Kalundborg Skibsværft til nabo, hvilket gav adgang til det maritime marked. Skibsværftet brugte Bukh-motorerne til laste- og lossespil og hjælpemaskineri i skibene. Da skibsværftet krakkede i 1921 kom fabrikken i økonomiske vanskeligheder og i 1924 blev den overtaget af A. P. Møller.
I 1950'erne begyndte fabrikken at producere traktorer. I starten DZ30 og DZ45, senere en serie på 2- og 3-cylindrede (302, 403, 452 og 554) og i midten af 60'erne forsøgte man at puste nyt liv i traktoreventyret med serien Juno, Jupiter og Hercules (hhv. 52, 70 og 93 hestekræfter). Det var ikke en stor succes, og i 1968 indstilledes traktorproduktionen helt.
En af årsagerne til at man begyndte en dansk traktorproduktion skal efter sigende findes i efterkrigstidens varemangel. Importen af kaffe fra bl.a. Brasilien kunne selvfølgelig betales med rede penge, men ved at levere et produkt, der var efterspørgsel på i eksportlandene, kunne man samtidig skabe arbejdspladser i Danmark.
I 2010 blev produktionen af Bukh motorer flyttet til Kiskelund lidt nord for Kruså under navnet BUKH A/S. Fabrikken producerer stadig Bukh bådmotorer og reservedele.
- Stationær motor fra 1936
- Bukh DZ-45 årgang 1959
- Bukh 302 Super årgang 1964
- BUKH 403 Super
- Bukh 452 Super årgang 1966
- Bukh 554 Super årgang 1965